# Fuel
Fuel je rocková kapela mající svůj původ v americkém státě Tennessee. Kapelu založili v roce 1989 zpěvák a skladatel Carl Bell a baskytarista Jeff Abercrombie. Skupina se původně jmenovala Small the Joy, než v roce 1994 změnila svůj název na Fuel. K jejich nejznámějším písním patří skladba „Shimmer“ z alba Sunburn, „Hemorrhage (In My Hands)“ a „Bad Day“ z alba Something Like Human a píseň „Falls on Me“ z alba Natural Selection.

## Historie

### Počátky
Fuel původně založili v roce 1989 v Kentonu v Tennessee kytarista a skladatel Carl Bell a bubeník Jody Abbott. Zpěvák a kytarista Brett Scallions se ke kapele připojil až po tom, co ho Carl Bell spolu s basistou Jeffem Abercrombiem poznali v baru v Jacksonu v Tennessee roku 1993. V tom stejném roce se ke kapele připojil Erik Avakian a skupina se v roce 1994 přesunula do Harrisburgu v Pensylvánii, kde hrávali v lokálech a nočních klubech. Jejich první EP Porcelain bylo vydáno v roce 1996 a v okolí zaznamenalo dobré prodeje, píseň "Shimmer" se také stala rádiovým hitem. Popularita tohoto EP je přivedla pod hledáček Sony's 550 imprint, které jim další rok vydalo jejich druhé EP Hazleton.
Jakmile se připsala pod Sony, skupina společně s producentem Stevenem Haiglerem a bubeníkem Jonathanem Moverem vstoupila do Longview Farm recording studios v Massachusetts, kde vznikl její debutové plnohodnotné album Sunburn. Album vyšlo v roce 1998, píseň "Shimmer" se na něm objevila znovu. Písně "Shimmer" a "Sunburn" se objevily také na charitativním albu Live in the X Lounge. Sunburn se objevil i ve filmu Vřískot 3 a ve filmu Godzilla zahrála píseň "Walk the Sky". Kapela vyjela na turné na podporu svého alba, ale problémy s Abbottem pokračovaly, proto byl na soupisku kapely připsán znovu Mover.

### Something Like Human (2000)
V roce 2000 po dvou a půl letech nečinnosti, se kapela vrátila se svým druhým albem Something Like Human, kdy píseň "Hemorrhage (In My Hands)" vylétla na 30. příčku Billboard Hot 100 chart. Album Something Like Human byl pro kapelu velkým komerčním úspěchem, album se dostalo na 17. pozici v U.S. Billboard charts a také získalo několikanásobnou platinovou desku.

### Natural Selection (2003)
Třetí album kapely, pojmenované podle Darwinovské teorie, s názvem Natural Selection, bylo vydáno v září 2003 a v U.S. Billboard charts se vyšplhalo na 15. pozici. Mezi alby Something Like Human a Natural Selection bylo velké zpoždění způsobené právními problémy a také nutným zotavením hlavního zpěváka Bretta Scallionse z chirurgického zákroku. Album obsahovalo hit "Falls on Me", který se dostal na 52. příčku U.S. Billboard Hot 100. I přes promoci této písně se album moc dobře neprodávalo a zdaleka nedosahovalo prodejních úspěchů předchozího alba. V roce 2004 bylo album nominováno na Grammy pro nejlépe připravené album a skupina přispěla k filmu Daredevil písní "Won't Back Down". 13. prosince kapela vydala album s největšími hity.